# Středověká židovská filozofie

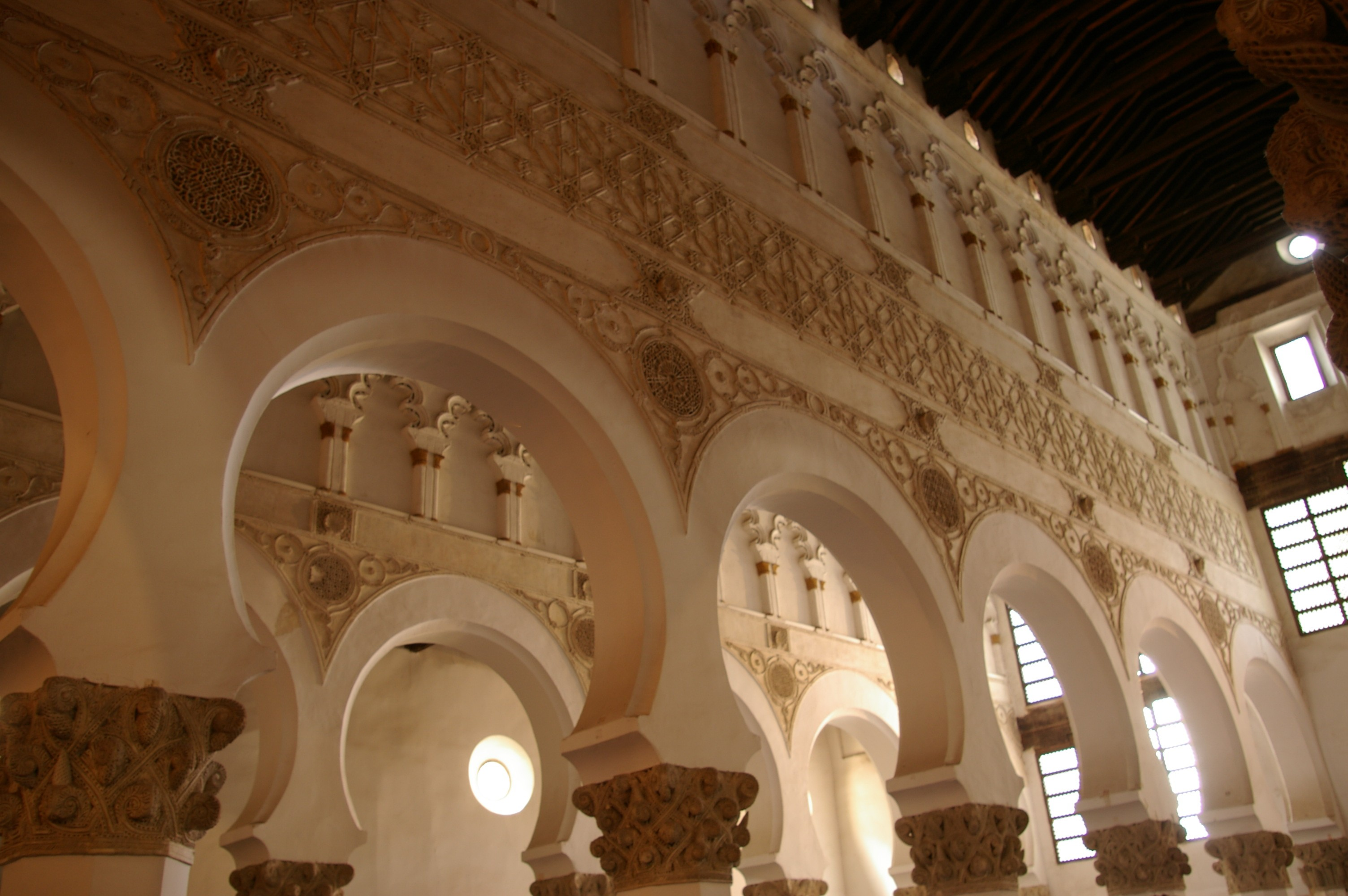
Vliv islámského prostředí na židovskou kulturu se projevoval nejen ve filozofii, ale například také v architektuře; synagoga v Toledu

Středověká židovská filozofie je označení filozofické zkoumání, jež se nějakým způsobem odkazovalo na tradiční židovské texty (zejména na Bibli a Talmud) a jež se tyto texty snažily s filozofií uvést v soulad. Produktem středověké židovské filozofie byly zřídkakdy čistě filozofické texty, mnohem častěji se jednalo o biblické či talmudické komentáře.
Středověká židovská filozofie se vyvíjela ve čtyřech fázích. Zrodila se v 9. století v islámském prostředí, v němž se inspirovala zejména islámským racionalistickým proudem nazývaným kalám. Židé se snažili prostředky vytvořenými kalámem obhajovat svou víru nejen proti ostatním náboženstvím, nýbrž také proti konkurenčním proudům uvnitř judaismu (soupeřili spolu zejména rabanité a karaité). Hlavním představitelem židovského kalámu se stal Saadja Gaon.
Druhou fází se stal židovský neoplatonismus, jenž přijímal podněty mnohdy zprostředkovaně přes muslimské myslitele. Židovský neoplatonismus reprezentoval Šlomo ibn Gabirol, jenž originálním způsobem přetvořil neoplatonský emanační princip.
V polovině 12. století byl neoplatonismus zatlačen do pozadí aristotelismem. Přejmutím principů řecké filozofie se v židovském aristotelismu ještě více než v neoplatonismu ukázal rozpor mezi židovským náboženstvím a filozofií. Židovští filozofové jako například Maimonides se pokoušeli tyto rozpory překlenout, na počátku 14. století však byl neúspěch této snahy jasný.
V poslední fázi se někteří filozofové ještě snažili najít novou cestu, jak smířit filozofii s judaismem, židovští myslitelé však stále více věnovali spíše než filozofii pozornost mystickému kabalistickému proudu. Filozofii navíc nepřály ani vnější podmínky, neboť centrem židovské filozofie bylo Španělsko, kde židé stále silněji zažívali útlak ze strany křesťanů, kteří nakonec židy roku 1492 ze Španělska zcela vypověděli.
Znovu se židovská filozofie začala rozvíjet až s příchodem osvícenství a se vznikem haskaly v 18. století.

## Židovský kalám

### Vznik středověké židovské filozofie
Se zánikem židovské helénistické filozofie nevzniklo v rámci židovství až do 9. století žádné další filozofické hnutí.
 Novým impulsem pro filozofické zkoumání se pro židy, kteří většinou žili na území ovládaném muslimy, stalo setkání s islámským kalámem, skupinou islámských teologických škol, jež se snažily vytvořit racionalistickou koncepci islámu. Židé se inspirovali především školou mu'tazili, jež se snažila dokázat tyto především tyto principy:
1. „sjednocení“ Boha – dokonalá jednota a jedinnost Boha, namířeno zejména proti náboženskému dualismu;
2. spravedlnost Boží – Boží činy jsou vždy dobré a spravedlivě odměňuje či trestá lidi podle jejich chování;
3. potřebnost zjevení – inspirovaný původ Koránu, což židé přetvořili v inspirovaný původ hebrejské bible;
4. morální rozum – tento rozum se nesoustředí na hledání pravdy či nepravdy, nýbrž na rozlišení dobra a zla.

Argumenty kalámu pak židé používali k obraně své víry. Hlavní těžiště sporu s islámem spočívalo v otázce zjevení – židé argumentovali tím, že Mohamedovo zjevení nemůže nahradit starší Mojžíšovo zjevení, neboť by to znamenalo, že Bůh změnil své smýšlení. Na to muslimové odpovídali, že se o změnu smýšlení nejedná, nýbrž že různé doby si vyžadují různou podobu zjevení. Argumentační metodu kalámu židé využívali také proti dualistům, skeptikům a relativistům.
Filozofické myšlení nakonec až na výjimky proniklo veškerou židovskou náboženskou literaturu (biblickou exegezi, náboženskou poezii). Židovští filozofové usilovali nejen o obhájení judaismu, nýbrž také o adaptaci metafyzických idejí na posvátné texty judaismu. To bylo umožněno tím, že stěžejní dílo rabínského judaismu Talmud nepředstavovalo ucelený teologický systém, nýbrž dovolovalo širokou škálu interpretací. Alegorická metoda, kterou ve starověké židovské filozofii využíval zejména Filón Alexandrijský, tak umožňovala různým myšlenkovým proudům (filozofii, kabale i karaitům) setrvat v rámci židovství.

### Kalám v rabínském judaismu
Prvním představitelem středověké židovské filozofie, jehož dílo se dochovalo, byl David al-Mukammis (820?–890?). Ve svém spise Dvacet traktátů kombinuje kalám s aristotelismem, přejímá platónské kardinální ctnosti. V souladu s kalámem tvrdí, že atributy připisované Bohu jsou totožné s jeho esencí, která je jediná a jednoduchá. Na rozdíl od kalámu ovšem upřednostňuje negativní výpovědi o Bohu.
Nejvýznamnější představitelem židovského kalámu byl Saadja Gaon (882–942), jenž se snažil popsat a založit židovské náboženské ideje na racionálním základě, přičemž hojně využíval argumentačních nástrojů kalámu, aby bránil rabínský judaismus proti ostatním náboženstvím i proudům v rámci judaismu (zejm. proti karaitům). Saadja se snažil rozumovými prostředky dokázat stvoření světa z ničeho, jednotu a jedinnost Boží a prokázat, že judaismus je jediným pravým Božím zjevením. Toto zjevení ukázalo člověku posvátné příkazy, jejichž naplňováním má člověk dojít ke štěstí, kvůli němuž Bůh člověka stvořil.
Samuel ben Chofni (zem. 1013) racionálně interpretoval Bibli a prorokům připsal možnost konat zázraky, jež mají potvrdit pravost jejich zjevení. Oproti tomu Hai Gaon (zem. 1038) možnost konat zázraky připisuje také zbožným a Samuela ben Chofniho obviňuje z přílišného přejímání nežidovských myšlenek. Nisim ben Jakob z Kairuánu pak zdůrazňuje důležitost zázraků, neboť smyslové důkazy jsou na rozdíl od racionálních důkazů zcela jisté.

### Kalám v karaitském judaismu
V karaitském judaismu, jenž v 9. – 12. století představoval vážnou hrozbu rabínské formě judaismu a odmítal Talmud, se uplatňoval kalám ještě ve větší míře. Ja’akov al-Kirkisání a Jafet ben Eli ha-Levi v 10. století obhajovali legitimitu racionální spekulace. Jejich zdroje poznání jsou velmi podobné Saadjovým zdrojům poznání. Josef ben Abraham al Basir a Jošua ben Juda v 11. století zašli ve svém racionalismu ještě dále a rozum považovali za předpoklad přijmutí zjevení, což je povzbuzovalo k racionálnímu zkoumání Boha. Rovněž etiku se snaží učinit nezávislou na zjevení a založit ji na rozumových základech.
Ve 12. století politické okolnosti donutily karaity přesunout své centrum do byzantské říše, kde působil také Aharon ben Elijahu z Nikomedie jenž se snažil dokázat židovský, či dokonce biblický původ kalámu, což mělo kalám legitimizovat. Ve stejném století ovšem karaismus začal ztrácet na síle. V 17. a 18. století představovaly centrum karaitského judaismu Krym a Litva, v dnešní době má tato forma jen několik desítek tisíc stoupenců, žijících převážně v Izraeli.

## Židovský neoplatonismus

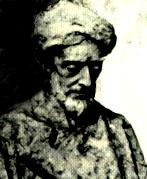
Šlomo ibn Gabirol

### Jicchak Jisraeli
Jicchak Jisraeli (okolo roku 900) nebyl příliš originálním filozofem, jeho význam ovšem spočívá v tom, že jako první po Filónovi přejímal prvky přímo z řecké filozofie, konkrétně z neoplatonismu. Jisraeli přejal především myšlenku emanace, kdy Bůh nutně tvoří první látku a první formu, jejichž spojením vzniká intelekt, z něhož pak emanuje svět duší (duše racionální, animální a vegetativní), svět sfér a sublunární svět, složený ze čtyř živlů.
Na rozdíl od neoplatonismu ovšem Bůh není abstraktní a zcela nedosažitelný, nýbrž je nadán moudrostí, dobrotou a láskou, kvůli níž tvoří svět. Bůh touží po štěstí svého stvoření, které spočívá v poznání Boha, jež je doprovázeno očišťováním duše. Bůh lidi netrestá: splynutí individuální duše s vyšší duší je přirozeným důsledkem sebeočišťování, zatímco „peklo“ spočívá ve ustrnutí v zajetí hmoty.

### Šlomo ibn Gabirol
Jicchak Jisraeli nenašel žádného přímého pokračovatele a neoplatonismus začal znovu rozvíjet až Šlomo ibn Gabirol (1026?–1050/1070?), jenž byl zároveň prvním významným židovským filozofem ve Španělsku a jedním z nejoriginálnějších středověkých židovských filozofů. Ibn Gabirol v něm přejímá staré filozofické koncepty, jimž ovšem mnohdy dodává zcela nový obsah. Navzdory tomu, že jeho náboženské básně dodnes užívány v sefardské liturgii, jeho filozofické dílo Fons vitae (Pramen života) neobsahuje téměř žádnou zmínku o židovství, takže teprve v 19. století byl autor náboženských básní a Fons vitae identifikován jako jediná osoba.
Podle Ibn Gabirola z nedosažitelného Boha hypostatuje Vůle, jež vtiskuje pasivní látce formu. Veškerý svět je pak tvořen spojením látky a formy, které nemohou existovat odděleně. Látka je sama o sobě nehmotná, jsou jí tvořeny rovněž duchovní jsoucna a hmotnou se stává teprve přijetím specifické formy materiálnosti. Tímto pojetím látky Ibn Gabirol překlenuje rozpor mezi duchovním a materiálním světem – látka je stále stejná, rozdíl je pouze ve formě.
Celý svět je hierarchicky uspořádán: se vzrůstající vzdáleností od zdroje emanace roste složenost jsoucen. Kombinací první látky a formy vzniká intelekt, z něhož emanuje duše (racionální, animální a vegetativní) a z ní pak příroda. Duše ovšem zapomněla na svůj nebeský původ, a jejím cílem je proto poznání tohoto principu, a dojít tak až ke svému zdroji – Vůli (Bůh sám je nepoznatelný).

### Bachja ibn Pakuda
Bachja ibn Pakuda (zem. 1080?) ve svém díle Kniha poučení o povinnostech srdce vykazuje nejen vliv řeckého neoplatonismu, nýbrž také islámského kalámu a asketismu. Filozofie podle něj stojí nad učením Talmudu, neboť racionální poznání Boha je nutným předpokladem náboženského života. Ibn Pakuda vnáší do neoplatonského emanačního principu teleologický rozměr: svět nevzniká mimovolně, nýbrž je vytvořen podle plánu, který vytvořila Boží moudrost. Bůh sám je opět nepoznatelný, lze vypovídat pouze o jeho jednotě, bytí a věčnosti. Bůh je ovšem poznatelný nepřímo skrze své činy.
Cílem člověka je podle Ibn Pakudy být pohlcen v Bohu, čehož může být dosaženo skrze očišťování duše od sensuality. Zároveň však Ibn Pakuda neupadá do radikální askeze, nýbrž naopak zdůrazňuje, že radikální askeze je protichůdná s Boží výzvou k plození potomstva. Vztah člověka s Bohem má člověka naplňovat pokorou, důvěrou a láskou, jež se pak mají projevovat také v mezilidských vztazích.

### Neoplatonisté ve 12. století
Ve španělském prostředí se filozofie rozvíjela také ve 12. století. Významné dílo představovala kniha neznámého autora O podstatě duše, jež kromě neoplatonského emanačního principu a dualismu přináší také tvrzení, že neoplatonismus je identický s učením Tóry. Avraham bar Chija z Barcelony oproti Ibn Gabirolovi tvrdí, že duchovní substance jsou čistými formami, a pouze tělesný svět je stvořen z látky a formy. Josef ibn Cadik se soustředí na myšlenku, že zdrojem individuální duše je světová duše, a že tedy introspekcí je možné poznat tělesný svět, duchovní svět a nakonec i Boha. Avraham ibn Ezra se zaobíral ideou všepronikajícího Boha.

## Jehuda ha-Levi

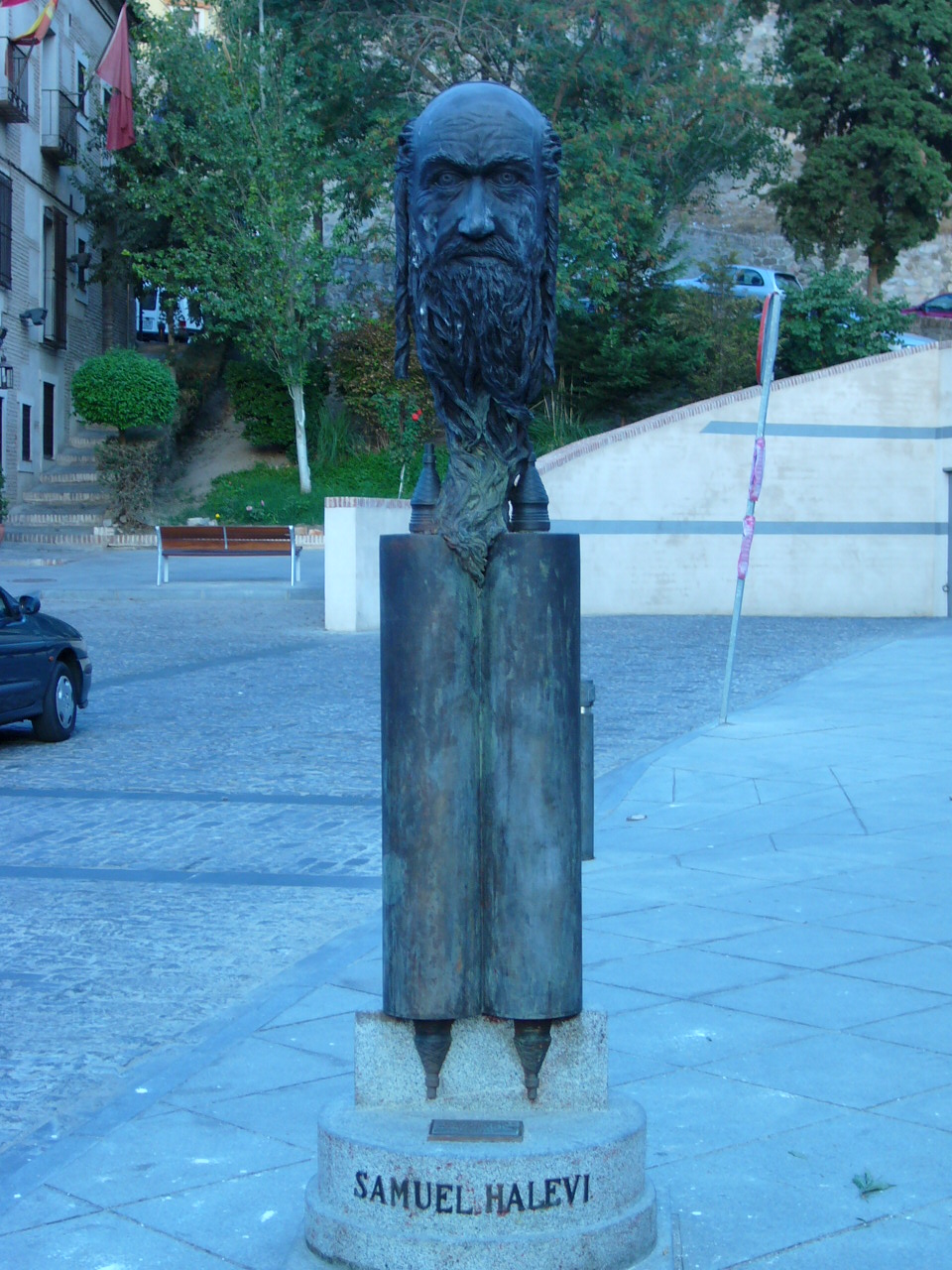
Památník Samuela Haleviho

Jehuda ha-Levi (1075?–1141) je v rámci středověké židovské filozofie mimořádnou osobností, kterou nelze zařadit do žádné filozofické školy. Jeho hlavní filozofické dílo Kitáb al-Chazarí (arabsky Kniha o Chazarech, hebrejsky: Kuzari nebo Sefer ha-kuzari) se snaží polemickou formou obhájit židovskou víru, na rozdíl od ostatních středověkých židovských filozofů však odmítá racionalizaci judaismu. Snaží se pravdu odvodit z biblického zjevení, nikoli z rozumových filozofických odůvodnění. Podle Ha-Leviho nelze společenství s Bohem dosáhnout pouhou teoretickou znalostí. Pravé náboženství vzniká Božím zjevením a nikoli lidskou aktivitou filozofů, proti snaze racionálně poznat Boha či se mu přiblížit asketickým úsilím ha-Levi klade důraz na zbožný život, modlitbu a bohoslužbu.
Ha-Levi rovněž odmítá podle něj polyteistický koncept zprostředkujících bytostí mezi Bohem a světem a radikální oddělenost Boha a světa: biblický Bůh dále zasahuje do běhu dějin. Dále vyzdvihuje zvláštní postavení židů, kteří mají zvláštní dispozice pro Boží zjevení a proroctví, nebeskou odměnu ovšem mohou získat i ti, kteří zachovávají morální zákony. V mesiášském věku pak nakonec izraelský národ do sebe vstřebá všechny ostatní národy.

## Židovský aristotelismus

### Charakteristika
V polovině 12. století začal aristotelismus v židovské filozofii zatlačovat neoplatonismus do pozadí. Mnohé prvky neoplatonismu sice do židovského aristotelismu pronikly, byly však zásadně přeformulovány. Přijetí aristotelských myšlenek ovšem znamenalo vznik závažných rozporů se zjeveným náboženstvím. Tyto rozpory řešili židovští aristotelici různým způsobem, obecně lze tedy pouze nastínit tyto problémy.
Jeden z nejdůležitějších problémů představovala otázka nesmrtelnosti duše. Aristotelismus považuje Boha za nejvyšší princip, z něhož ovšem vychází pouze formy, nikoli látka; duše nevzniká emanací z univerzální duše, nýbrž představuje pouhou formu těla. Důsledkem této koncepce bylo, že duše zaniká spolu s tělem, což představovalo vážný rozpor s židovskou vírou v nesmrtelnost duše.
Velkou hodnotu aristotelismus připisuje rozumu, pomocí něhož židovští aristotelici dokazovali náboženské pravdy i etické nároky. Morální dokonalost umožňuje duši transcendentální poznání, vztah člověka s Bohem ovšem v aristotelismu ztrácí osobní charakter. Boží prozřetelnost je redukována jen na účelnou kauzalitu všech procesů pramenících z Boha.

### Avraham ibn Daúd
Avraham ibn Daúd (1110?–1180?) se ve svém díle Emuna rama („Vznešená víra“) snaží vyvolat dojem dokonalé harmonie mezi judaismem a aristotelismem a tvrdí, že pravá filozofie je v souladu s náboženstvím. Při dokazování Boží existence používá argumenty islámského aristotelismu, Aristotelův koncept Boha jako prvotního hybatele ovšem Ibn Daúd přeměnil na pojetí Boha jako příčiny existence všech věcí. Odmítnutím aristotelovského pojetí duše jako formy těla se přiklání k židovské koncepci duše jako netělesné a nesmrtelné.
Ibn Daúd se stavěl rovněž proti determinaci lidských činů a zastával názor, že člověk jedná svobodně. Lidskou svobodu dokonce staví tak vysoko, že vylučuje lidské činy z Boží předvídavosti: Bůh sám dobrovolně omezil svou vševědoucnost a všemohoucnost ve prospěch svobody lidského konání.

### Maimonides

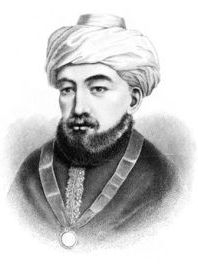
Maimonides na vyobrazení z 19. století

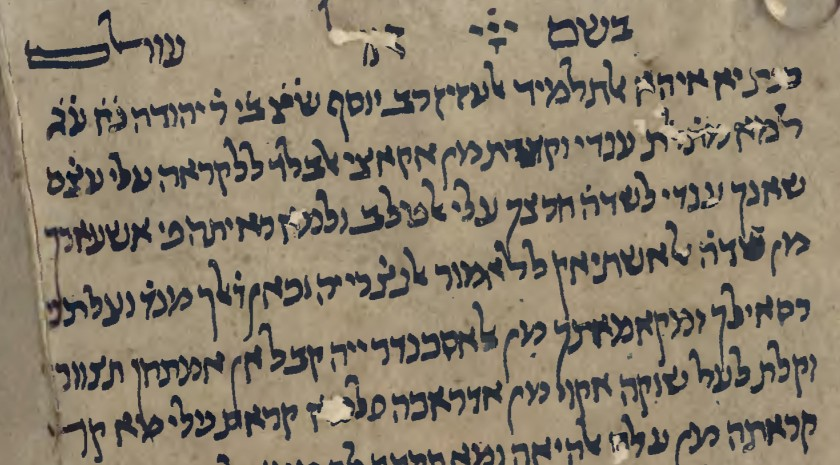
Jemenský rukopis Maimonidova díla More nevuchim

Maimonides (1135–1204) na rozdíl od Ibn Daúda rozpory mezi filozofií a židovským náboženstvím nezakrýval, nýbrž se je snažil překlenout. Ve svém díle More nevuchim se snaží být průvodcem těm, kteří v důsledku těchto rozporů tápají mezi filozofií a náboženstvím. Maimonides věřil, že filozofie a náboženství jsou jen dvěma formami pravdy, že filozofie slouží k osvojení si obsahu zjevení a že hloubka víry je závislá na hloubce filozofického poznání.
Filozofické poznání totiž spojuje člověka s Bohem a toto spojení pak obdařuje člověka nesmrtelností. Etika, jež má sloužit ke zdokonalování duše, tak dostává zvláštní naléhavost, jelikož nezdokonalené duše nemohou dosáhnout poznání Boha, a tedy ani nesmrtelnosti. Taková intelektualizace a elitizace náboženství ovšem byla v prudkém rozporu s židovskou vírou, podle níž spása nespočívá v intelektuální aktivitě, nýbrž v dodržování Božích přikázání. Maimonides proto přišel se smírčí myšlenkou, že k dosažení nesmrtelnosti stačí i minimum poznání, jež shrnul ve třinácti článcích víry.
Bůh samotný je podle Maimonida dokonale jednoduchý. Veškeré výpovědi o Bohu se týkají jen jeho činnosti a ve skutečnosti mají negativní charakter, tj. říkají, jaký Bůh není. Mezi aristotelským konceptem zcela soběstačného Boha a biblickým konceptem osobního Boha je podle Maimonida soulad, jenž však není lidským rozumem pochopitelný. Otázku, zda je svět věčný či stvořený, nedokázal Maimonides rozřešit a na rozdíl od Aristotela se v souladu s židovskou vírou přiklání k názoru, že svět byl stvořen, a to ze svobodné Boží vůle. Účel stvoření pak spatřuje v člověku.

### Filozofie po Maimonidovi
Maimonides našel v židovském prostředí množství nadšených stoupenců, zároveň však neméně horlivých odpůrců. Stoupenci oceňovali, že Maimonides dokázal udělat v aristotelské filozofii místo pro biblického Boha-Stvořitele a založit židovskou víru na vědeckém základě. To však bylo pro mnohé nepřijatelné, neboť Maimonides smíšením s filozofií zároveň obsah židovského náboženství zásadně pozměnil. Maimonidovi stoupenci byli obviňováni, že alegorickým výkladem zpochybňují biblická vyprávění a že se snaží podřídit Bibli filozofii.
Ve 13. století rostl význam radikálního aristotelismu v podobě averroismu, proti němuž Maimonides bojoval. Mezi hlavní stoupence averroismu patřil například Jicchak Albalag, jenž zpochybňoval doslovný význam Bible, kterou považoval jen za nástroj k výchově a usměrňování mas, Abner z Burgos, jenž pro změnu hlásal radikální determinismus. Proti tomuto proudu se postavil například Hillel ben Samuel, který bránil nesmrtelnost a svobodu duše.

### Gersonides
Gersonides (Levi ben Geršon, 1288–1344) ve svém díle Milchamot ha-Šem („Války Hospodinovy“) v souladu s aristotelismem považoval Boha za nejvyšší ideu, na rozdíl od Maimonida však tvrdil, že Bohu lze připisovat pozitivní atributy: množství atributů neznamená nejednotu uvnitř Boha, nýbrž jen rozmanitost pojmů. Bůh jakožto nejvyšší rozum stvořil svět účelně a uspořádaně, nejednalo se však o stvoření z ničeho – stvoření bylo procesem, kdy Bůh jakožto nejvyšší forma vtiskl tvar zcela pasivní hmotě. Tento dualismus formy a hmoty je tak v souladu s aristotelismem, stejně jako omezení přímé Boží činnosti jen a akt stvoření.
Jelikož Bůh je podle Gersonida jen prvotním hybatelem, nemůže postihnout jednotliviny, a tedy ani lidské konání. Proroctví, prozřetelnost a zázraky, které se týkají specifických situací, ovšem nejsou vyloučeny; nevycházejí sice přímo od Boha, pramení však z Bohem vytvořeného řádu. Dění na zemi sice podle Gersonidovy víry v astrologii podléhá konstelaci hvězd, osud jimi určený je však možno prolomit lidskou vůlí. Podobně jako v této otázce determinismu-indeterminismu nachází Gersonides osobité řešení také v otázce nesmrtelnosti: duše jakožto forma těla je smrtelná, nesmrtelný je však nabytý intelekt, souhrn všech získaných a jedinečně propojených konceptů.

## Závěr židovské středověké filozofie

### Odklon od aristotelismu
Na počátku 14. století bylo jasné, že dvousetletá snaha skloubit aristotelismus s judaismem skončila neúspěchem. V následujícím období se dále objevovaly polemiky s aristotelismem, zároveň se však židovští myslitelé pokoušeli najít nový směr. Již dříve Nachmanides (1194–1270) podobně jako sto let před ním Jehuda ha-Levi zdůrazňoval jedinečnou nadpřirozenou povahu Tóry a historický charakter židovského náboženství. Zároveň se začínal v podobě kabaly probouzet gnostický a mystický potenciál raného rabínského judaismu.
Nejvýznamnějším židovským filozofem 14. století byl Chasdaj Kreskas (1340?–1410), jenž sice odmítal aristotelismus, nikoli však filozofii jako takovou. Stavěl se zejména proti aristotelské intelektualizaci náboženství a prosazoval možnost vakua a nekonečnosti času, prostoru, čísel i nekonečnosti řady příčin, čímž vyvracel většinu aristotelských důkazů Boží existence. Veškeré bytí (tedy i látka) je podle Crescase závislé na Bohu. Tomu lze připisovat pozitivní argumenty, z nichž centrální místo zaujímá atribut Boží dobroty. Boží láska není sebestředná, nýbrž zaměřená k jeho stvoření. Tóra, kterou Bůh vytvořil, nemá vést člověka k morální či intelektuální dokonalosti, nýbrž jej má vést k lásce k Bohu, jež pak vede ke společenství s Bohem. Podle Crescase je lidská vůle v zásadě svobodná, je ovšem omezována různými vnějšími faktory.

### Konec španělské židovské filozofie
S Crescasem skončila produktivní éra středověké židovské filozofie. V 15. století židovští filozofové jen eklekticky přetvářeli tradiční teorie, žádné originální dílo srovnatelné s předchozími ovšem nevzniklo. Příčinou nebyl jen odklon od aristotelovského racionalismu, nýbrž také vnější politické podmínky ve Španělsku, jež již od 11. století představovalo centrum židovské filozofie. Židé ve Španělsku začali pod vládou křesťanů trpět útlakem, jež nezřídka přerůstalo v otevřené násilí proti židům, až byli nakonec roku 1492 ze Španělska úplně vyhnáni.
Židovští myslitelé proto obraceli svou pozornost především na obranu židovské víry proti křesťanství. Tato tendence je zřetelná již v díle Šimona ben Cemach Durana (1361–1444), jenž kritizuje Maimonidovu přílišnou racionalizaci judaismu a jeho třináct článků víry. Podle Durana je povinností každého žida věřit v absolutní pravdivost svatých písem. Interpretace Tóry sice má být svobodná, základní principy judaismu však interpretací nesmí být změněny. Duran nakonec představil své vlastní závazné pravdy judaismu: víra v existenci Boha, v jeho zjevení a v jeho odplatu.
Josef Albo (1380?–1444) ve svém díle Ikarim přejal Duranovy závazné pravdy a na jejich základě odmítl preexistenci hmoty a věčnost světa. Albo připouštěl pluralitu názorů v rámci judaismu, horlivě však polemizoval s křesťanstvím: křesťanská dogmata podle něj odporují rozumu a navíc popírají jedinnost Boha. Cílem lidské existence je pak podle Alba poznávání, že štěstí leží v Bohu a v dodržování jeho příkazů. Tohoto plného poznání ovšem není možné dosáhnout skrze ryze intelektuální úsilí, nýbrž skrze Tóru.
Po vyhnání židů ze Španělska se židovská filozofie ještě nějakou dobu rozvíjela v Itálii, celkově však byla na ústupu a vyklízela pole kabale a dalším mystickým židovským proudům.